# Brabant-en-Argonne
Brabant-en-Argonne – miejscowość i gmina we Francji, w departamencie Moza, w regionie Lotaryngia. Kościół Świętego Remigiusza z 1750 roku. Według danych na rok 2009 gminę zamieszkiwało 105 osób.